# David Castillo
David Castillo i Buïls (Barcelona, 1961) é um escritor, poeta  e crítico literário catalão. Foi professor por cinco anos na Universidade Autônoma de Barcelona.

## Trabalho publicado

### Romance
- 1999 El cielo del inferno
- 2002 Sin mirar atrás
- 2010 El llibre dels mals catalans: burocràcia sentimental sobre la noció del temps[1]
- 2010 El mar de la tranquil·litat
- 2014 Barcelona no existeix

### Biografias
- 1992 Bob Dylan[2]
- 2007 Conversaciones con José "Pepín" Bello, con Marc Sardá[3]
- 2008 Bcn Rock, con fotografias de Ferran Sendra[4]

### Poesia
- 1993 La muntanya russa
- 1994 Tenebra
- 1997 Poble Nou flash back
- 1998 Game over
- 2000 El pont de Mühlberg
- 2000 Seguint l'huracà
- 2001 Bandera negra. Antología personal
- 2001 En tierra de nadie. Poesía 1980-2000
- 2005 Menta i altres poemes
- 2005 Downtown[5]
- 2006 Esquena nua
- 2011 Doble zero

## Prêmios e reconhecimentos
- 1987 Prêmio Atlántida melhor revista cultural: "El temps"
- 1990 Prêmio Atlàntida o melhor suplemento cultural diario 'Avui'
- 1997 Prêmio Carles Riba de poesía: Game over
- 1999 Prêmio Joan Crexells de narrativa: El cielo del infierno
- 2001 Prêmio Sant Jordi de romance: Sin mirar atrás
- 2005 Prêmio Atlántida mejor articulista en lengua catalana
- 2006 Prêmio Cadaqués o melhor poemas do ano; Esquena nua
- 2006 Prêmio Internacional Tratti: Il presente abandonatto
- 2010 Prêmio Atlántida o melhor suplemento cultural El Punt Avui